# Villanueva de San Juan
Villanueva de San Juan – gmina w Hiszpanii, w prowincji Sewilla, w Andaluzji, o powierzchni 34,74 km². W 2011 roku gmina liczyła 1323 mieszkańców.